# Валир (Илиноис)
Валир (енгл. Valier) град је у америчкој савезној држави Илиноис.

## Демографија
По попису из 2010. године број становника је 669, што је 7 (1,1%) становника више него 2000. године.
| Група             | 2000.       | 2010.       |
| Белци             | 650 (98,2%) | 651 (97,3%) |
| Афроамериканци    | 0 (0,0%)    | 5 (0,7%)    |
| Азијати           | 0 (0,0%)    | 0 (0,0%)    |
| Хиспаноамериканци | 1 (0,2%)    | 7 (1,0%)    |
| Укупно            | 662         | 669         |